# Gymnasium Carolinum
El Gymnasium Carolinum es un Gymnasium (instituto de educación secundaria con orientación académica) de Osnabrück, Alemania. Fundado en 804 como escuela catedralicia (Domschule) por Carlomagno, rey de los francos, es considerado la institución educativa más antigua de Alemania que aún opera como escuela, y una de las más antiguas del mundo.

## Historia
Tras las exitosas campañas de Carlomagno en las guerras sajonas (722), se crearon varias diócesis con el objetivo de evangelizar a los sajones (habitantes de la histórica Sajonia, en su mayor parte en el actual estado de Baja Sajonia), entre los que destacaba la diócesis misionera de Osnabrück (800). Por orden de Carlomagno, se establecieron escuelas en todas las catedrales de los nuevos territorios —las llamadas escuelas catedralicias—, y en un decreto de 804 se ordenó la creación de una escuela de latín y griego para la instrucción de los escolanos de las nuevas diócesis. A día de hoy aún se conserva un documento que durante siglos se creía el decreto original de Carlomagno; sin embargo, a partir del siglo XVII se ha puesto en entredicho la autenticidad del documento y con los métodos de investigación actuales se cree que se trata de una falsificación realizada entre 1082 y 1088 por el obispo Benón II de Osnabrück. No obstante, el contenido del decreto es conocido como hecho histórico, y de ahí que se mantuvo el nombre Carolinum en honor al fundador del instituto (en latín, Carolus Magnus). 

Cardenal Eitel Federico de Hohenzollern, quien asumió el Gymnasium Carolinum para los jesuitas.

No se conservan muchos datos sobre el instituto durante la Edad Media. Por lo general, la historia de este tipo de instituciones iba estrechamente ligada a la historia de la Iglesia, lo cual era también el caso del Carolinum. Así las cosas, el nombramiento de un magister scholarum (director) de la escuela de la Catedral de Santa María de Hildesheim (Hildesheimer Domschule) significaba al mismo tiempo el nombramiento del mismo al cargo de obispo de Osnabrück. De hecho, la primera mención de la escuela de la Catedral de Osnabrück que sirve de prueba documental se hizo en 1142 por un tal magister (maestro) Brunigus. El profesor más renombrado del instituto durante la Edad Media, ejerciendo entre 1251 y 1283, fue Jordan von Osnabrück, canónigo del cabildo catedralicio de Osnabrück.

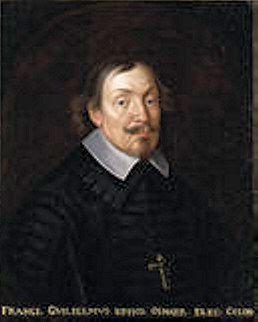
El obispo, cardenal Francisco Guillermo de Wartenberg, quien convirtió el Gymnasium Carolinum en universidad.

En 1632 el Gymnasium fue convertido en universidad por los jesuitas. Sin embargo, el año siguiente tropas suecas capturaron Osnabrück para el lado reformador en la guerra de los Treinta Años, tras lo cual la institución académica fue clausurada. Cuando volvió a abrir hacia finales de la guerra, fiel a los principios de la Paz de Westfalia firmada en su propia ciudad, lo hizo como Gymnasium mitad católico mitad protestante. De hecho, Osnabrück no tendría una universidad propia hasta 1974, año en que se inauguró la Universidad de Osnabrück.

#### Bajo el régimen nazi
En 1933 el Gymnasium Carolinum (entonces todavía escuela de varones) contaba solo con profesores católicos, muchos de los cuales eran veteranos de la Primera Guerra Mundial. Aunque solo consta un profesor del instituto miembro del partido nacionalsocialista, durante la Segunda Guerra Mundial el currículo y sus contenidos cambiaron radicalmente con motivo de la política educativa de la Alemania nazi. Debido a su importancia histórica y con motivos propagandísticos, los jerarcas alemanes se interesaron en asociar su historia con el relato nazi. Muchos de los ensayos del instituto de la época reflejan muchas de las políticas nazis con referencias a fuentes y trabajos producidos por líderes nacionalsocialistas.

#### Segunda mitad delsigloXX
Los informes anuales redactados por el personal docente, que se han guardado celosamente a lo largo de las décadas, muestran el difícil equilibrio entre tradición y Zeitgeist. Los muchos cambios políticos, reflejados entre otros en la política educativa, fueron recibidos con críticas y debates dentro del Carolinum. Entre ellos cabe destacar la coeducación, introducida en 1971, y las reformas en la estructura del bachillerato (Abitur) de 1976.
Más allá de las reformas estatales y nacionales, también se debatió la colaboración escolar con otros institutos de la zona, aunque la gran polémica llegó con la inclusión del Carolinum en un programa de patrocinio episcopal, rechazado en principio tanto por la dirección del instituto y su profesorado como por la asociación de padres a la vez. Pese a ello, en 1975 se firmó el acuerdo de cooperación entre la ciudad y la diócesis de Osnabrück, siendo ratificado en 1983. Con ello se revalidó el tradicional vínculo del Gymnasium Carolinum con la Iglesia y la diócesis.

#### Statu quo
El carácter cristiano del Gymnasium Carolium, que sigue siendo financiado por la diócesis en la actualidad, ha propiciado que, a pesar de ser un instituto público, se le apliquen algunas condiciones no previstas en las leyes estatales de educación pública. A diferencia de otros Gymnasien públicos en Baja Sajonia, en el Carolinum la instrucción religiosa no se ofrece desde un punto de vista neutral, y los alumnos deben elegir entre las asignaturas correspondientes a las dos corrientes cristianas principales del país, a saber, catolicismo o protestantismo. No se ofrece ninguna asignatura alternativa como Valores o Ciudadanía, lo cual es el caso de otras escuelas públicas. Esta práctica, válida solo para la ciudad de Osnabrück, se aplica también a su otro Gymnasium y dos de sus escuelas no gimnasiales. 

## Programa educativo
El instituto, que hasta el día hoy se encuentra en su ubicación original, adyacente a la Catedral de San Pedro, ofrece actualmente cuatro «ramas» de estudios hacia el Abitur:
- la matemática-científica
- la humanística
- la lingüística clásica
- la lingüística moderna

### Ciencias
Aun tratándose de un Gymnasium humanístico y tradicionalista, el Carolinum cuenta con programas científicos avanzados de educación secundaria, en estrecha colaboración con la Universidad de Osnabrück.
En 2015, un satélite diseñado, construido y programado por los alumnos del instituto ganó el segundo premio en el desafío CanSat, promovido por la Agencia Espacial Europea (ESA). El satélite, del tamaño de una lata, fue lanzado en un cohete y vuelto a la tierra en paracaídas, recopilando en el camino datos que fueron analizados y valorados por el jurado de la competición.

## «Título de antigüedad»
Existe una rivalidad entre el Gymnasium Carolinum y el Gymnasium Paulinum por la cuestión de la antigüedad, afirmando ambos ser el instituto educativo en activo más antiguo de Alemania. El Gymnasium Paulinum ha reivindicado el año 797 como año de su fundación, sin embargo esta fecha ha sido cuestionada por numerosos historiadores. Teniendo ambas teorías defensores y detractores, a partir de 2001 el título «Escuela más antigua de Alemania» ha sido disputado en un partido de fútbol anual ente ambos institutos. A falta de un consenso científico, se ha acordado que quien gana el partido puede utilizar dicho título (sin efecto oficial) durante un año.

## Asociación carolingia
En 1920 se fundó la Carolingerbund, la asociación del Gymnasium Carolinum. La utilización del sufijo bund fue común en los años posteriores a la Primera Guerra Mundial, que dio lugar a la creación de muchos grupos asociados, sobre todo de jóvenes y religiosos. La utilización del lexema Carolinger es interesante en el sentido de que el vocablo cuyo significado es «carolingio» se escribe en alemán con 'K' (Karolinger), mientras que escribiéndolo con la letra 'C' vendría a significar «graduado del Carolinum», pero sin perder la sonoridad del significado original.
La creación de la asociación, como muchas otras de la época, se hizo como respuesta a los retos de la posguerra, que según la opinión de muchos alemanes requerían muestras de unidad. La derrota alemana, el alto coste de las reparaciones y la constitución de Weimar, rechazada por muchos, propiciaron la creación de este tipo de uniones. En sus primeros años, la asociación incorporó elementos de las alianzas estudiantiles (Studentenverbindungen) del siglo XIX con mucho énfasis en la tradición cristiana. Como otras asociaciones de estas características, tiene mucho en común con las fraternidades.
A día de hoy la asociación del Gymnasium Carolinum sigue formando una parte importante del instituto, que reúne a alumnos, profesores y alumni, contando en la actualidad con unos 2000 socios. La asociación publica una revista bianual con el nombre de Schola Carolina.

## Alumni

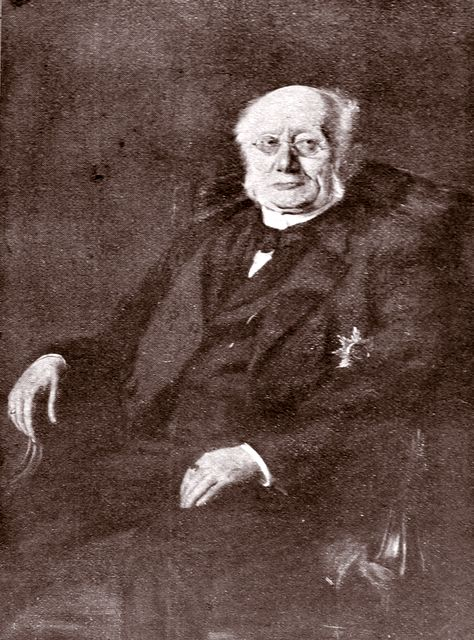
Ludwig Windthorst, de los más conocidos graduados del Gymnasium Carolinum.

Algunos de los graduados más famosos del Gymnasium Carolinum a lo largo de los siglos, de los que se tiene constancia, son (por año de graduación):
- antes de 1500: Heinrich Scheve, clérigo (ministro) y humanista.
- 1699: Johann Gerhard Meuschen, teólogo e influyente clérigo.
- 1746: Johann David Heilmann, teólogo, filólogo y profesor.
- 1790: Theobald Wilhelm Broxtermann, escritor y jurista, canciller (Hofrat) del ducado de Baviera.
- 1825: Eduard Schrakamp, diputado en el Parlamento de Fráncfort.
- 1830: Ludwig Windthorst, ministro de Justicia, cabeza la facción de partidos de centro en el Reichstag.
- 1833: Levin Schücking, escritor y periodista.
- 1835: Joseph A. Hemann, educador, publicista (periodismo) y banquero.
- 1838: Arthur Breusing, geógrafo, profesor de náutica y navegación, director de la Escuela Náutica de Bremen.
- 1847: Wilhelm Westmeyer, compositor (no se graduó, se mudó a Leipzig para estudiar música).
- 1852: Franz Hülskamp, político, clérigo de la iglesia católica.
- 1868: Karl Freiherr von Boeselager, profesor de historia y misionero jesuita en Bombay.
- 1870: Albert Bitter, arzobispo, vicario apostólico de Estocolmo.
- 1886: Karl Brandi, catedrático, historiador (biógrafo de Carlos V).
- 1892: Bernard Wieman, escritor.
- 1912: Johannes Vincke, canonista católico, teólogo e historiador del cristianismo.
- 1919: Otto Gillen, historiador del arte, periodista, crítico teatral, ensayista y lírico.
- 1927: Hermann Hoberg, clérigo, viceprefecto del Archivo Secreto Vaticano.
- 1929: Lambert Huys, diputado en el Bundestag (CDU).
- 1932: Helmut Hermann Wittler, obispo de Osnabrück
- 1942: Hubertus Brandenburg, obispo de Estocolmo.
- 1943: Josef Tegeler, empresario y político (CDU), concejal de la Landkreise Osnabrück.
- 1954: Werner Suerbaum, catedrático, filólogo del latín.
- 1959: Rudolf Seiters, diputado en el Bundestag (CDU), ministro del Interior, ministro de Asuntos Especiales, vicepresidente del Bundestag, presidente de la Cruz Roja Alemana.
- 1966: Otmar Schober, médico nuclear, catedrático y director de la Policlínica de Medicina Nuclear.
- 1982: Michael F. Feldkamp, historiador.